# Fusaiola

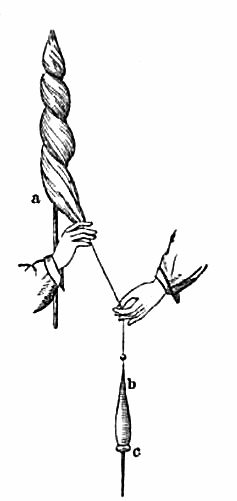
Fiação com uma fusaiola (c) em um fuso (b) e roca (a)

Uma fusaiola, também chamada fuseola, verticilo, cossoiro (principalmente na arqueologia de teares antigos, feito de barro), volante, castão/gastão do fuso, mainça e maunça, é um anel de peso variável usado na fiação como um acessório do fuso durante o fiar.

## Etimologia

Fuso com sua fusaiola sob a bobinagem do fio.

Segundo E. e J. Wendling, a palavra vem do italiano "fusaiolo”, nome comum masculino feminilizado em francês, feito por Schliemann por volta de 1860-1870. Gonçalves Viana desaprovava o uso fuseola/fusaiola, considerando-o um galicismo inadequado, pois havia os termos gastão/castão, verticilo (do latim verticillum, pl. verticilli) e mainça/maunça.

## Dois pesos, dois usos
Pela forma de rosca no encaixe, as fusaiolas mais pesadas servem de volante de inércia aos fusos, permitindo girar com mais regularidade. As mais leves servem como "anel de parada": rematadas na parte inferior do fuso, elas servem como um rolamento ao fio; colocadas no topo do fuso, eles servem como um "prende-fio", ajudando a torcê-lo.

## Materiais usados
Os materiais usados para a fabricação das fusaiolas são muito diversos: âmbar, galhada de cervídeos, osso, coral, vidro, metal (ferro, estanho, chumbo, ligas de chumbo, etc.), madeira (incluindo carvalho), giz, calcário, lamito, arenito, ardósia, pedra-sabão, etc.

## História
As fusaiolas mais antigas conhecidas datam do Neolítico (6500 - 5750 a.C.).
Na Antiguidade, a "esfondilomancia” era uma arte divinatória que utilizava fusaiolas. Elas também foram usadas como suporte para práticas votivas (antes que o desejo seja realizado) ou como um ex-voto.
Na França, a roda de fiar destronou o fuso por volta de 1530, exceto no oeste e sudoeste, e há poucas fusaiolas após essa data. As mais recentes datam por volta de 1930.

## Galeria

Europa
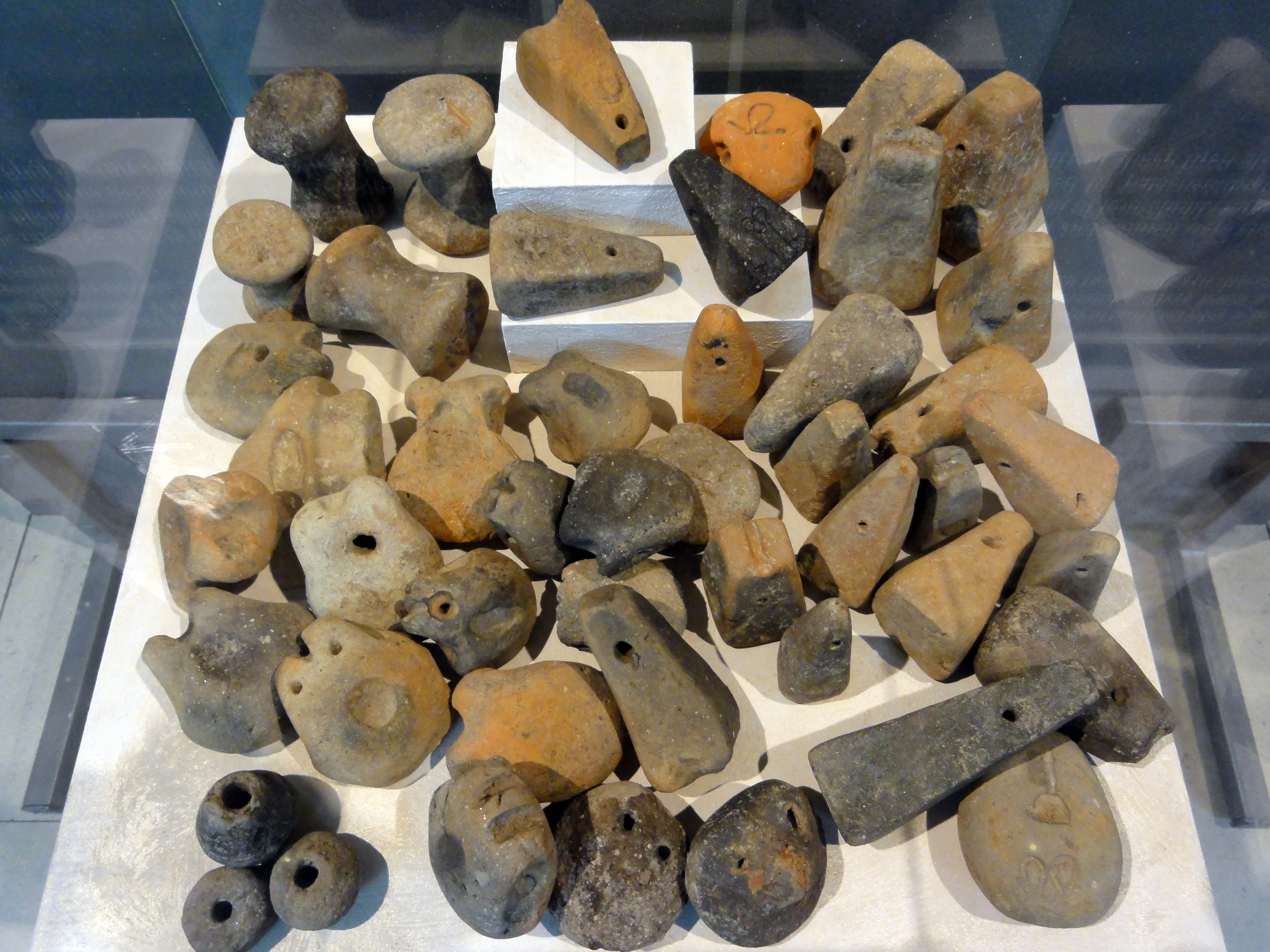
Fusaiolas de pedra. Museu nacional de Belgrado, Sérvia
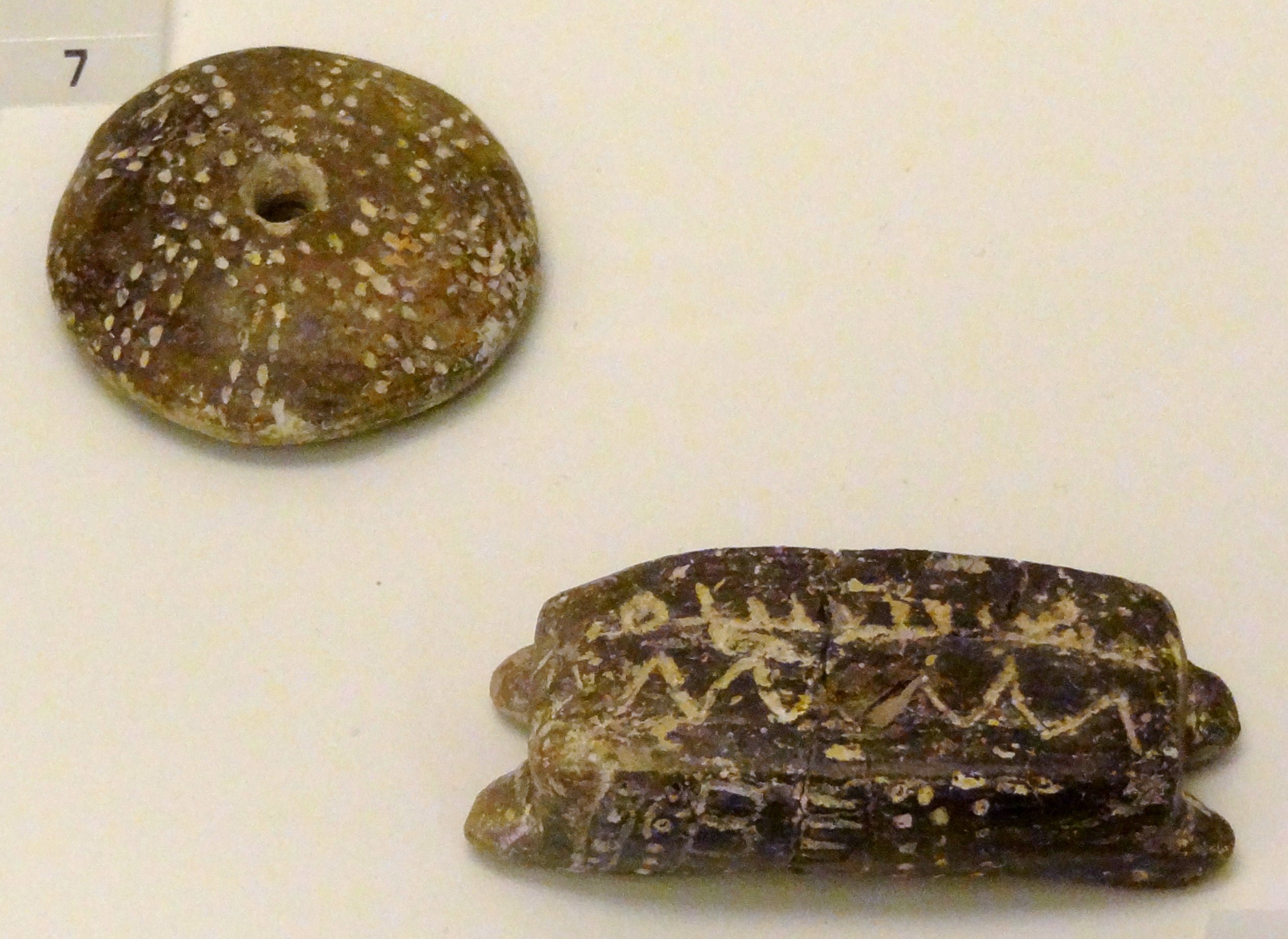
Verticilos (acima - decoração que lembra as linhas ambulacrais de uma testa de ouriço do mar) e lançadeira de terracota (abaixo), Cnossos, 5 800–4 500 a.C. (Neolítico). Museu Arqueológico de Heraclião, Creta, Grécia
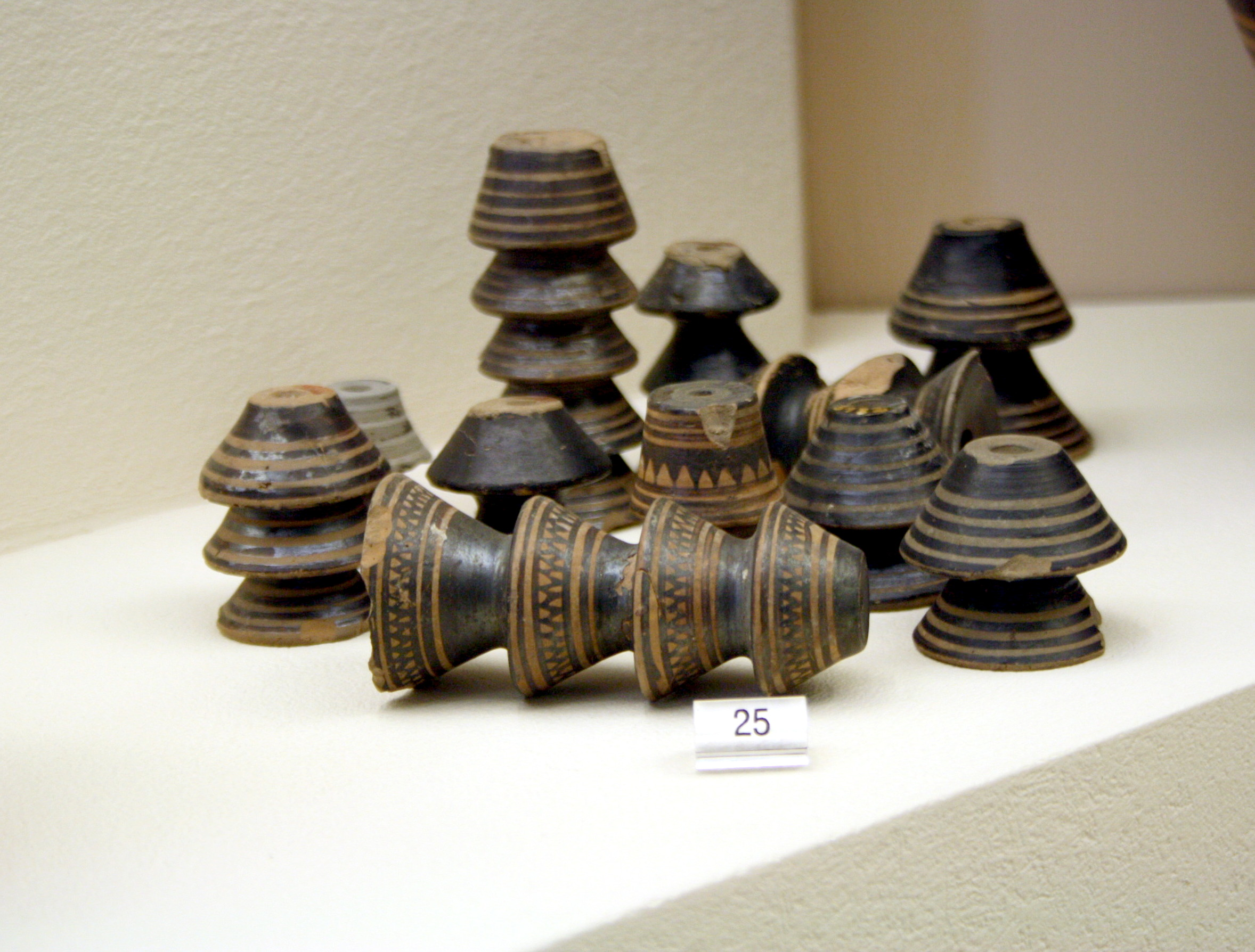
Cossoiros em terracota, Grécia Antiga, século X a.C.  Museu de Cerâmico, Atenas
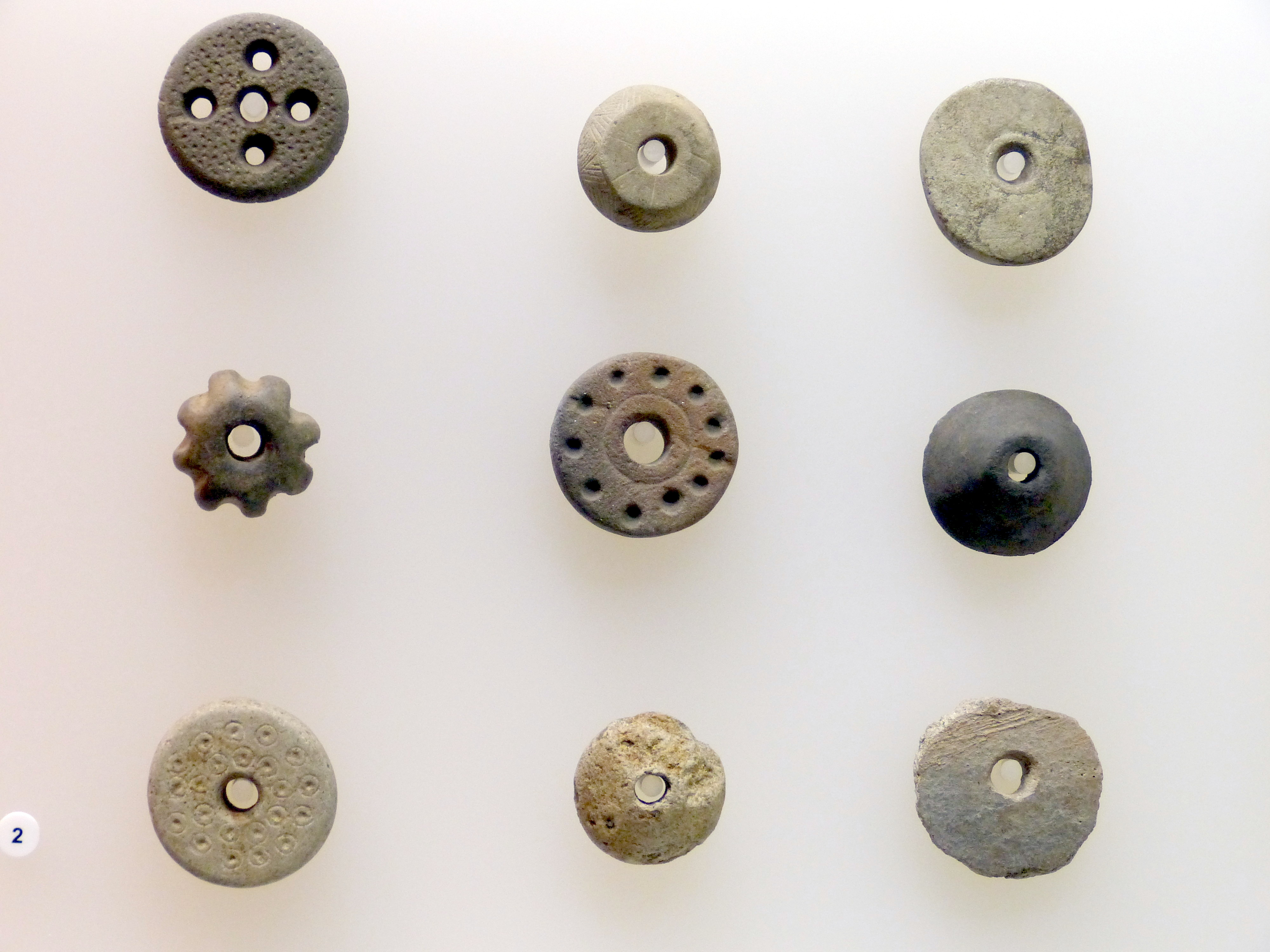
Fusaiolas, Idade do Ferro. Museu de Brandemburgo
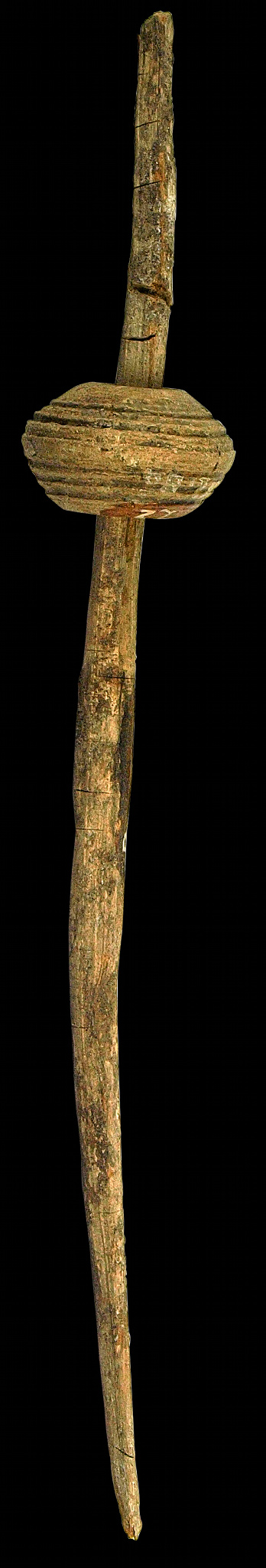
Fusaiola, cultura de Hallstatt (1200-500 a.C.), Hamburgo, Alemanha.
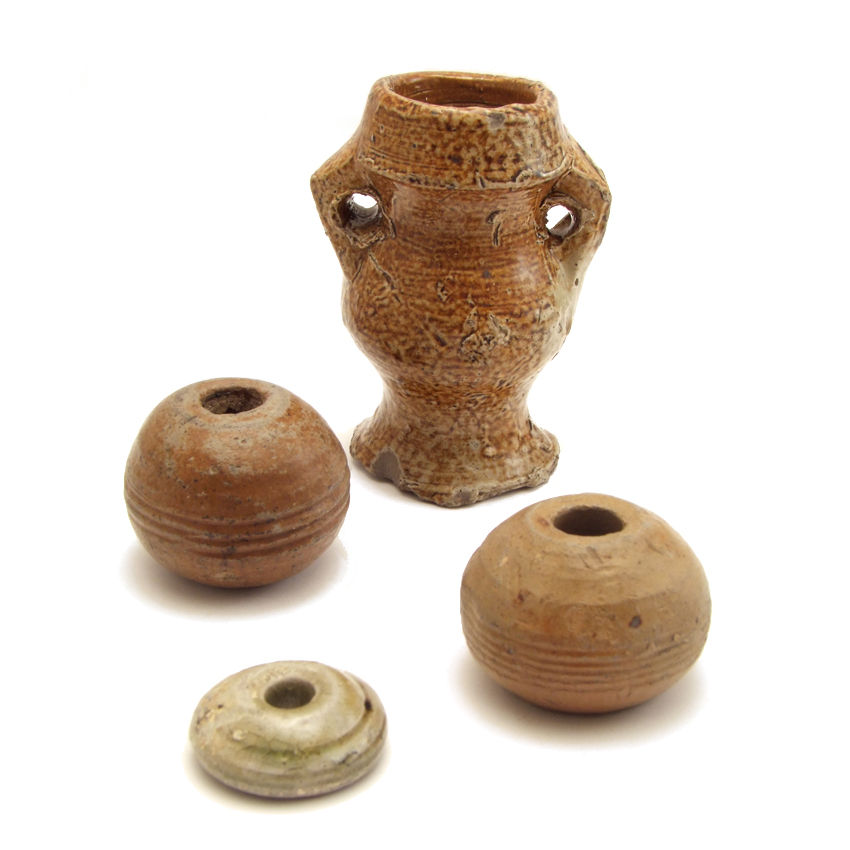
Três fusaiolas da Idade Média
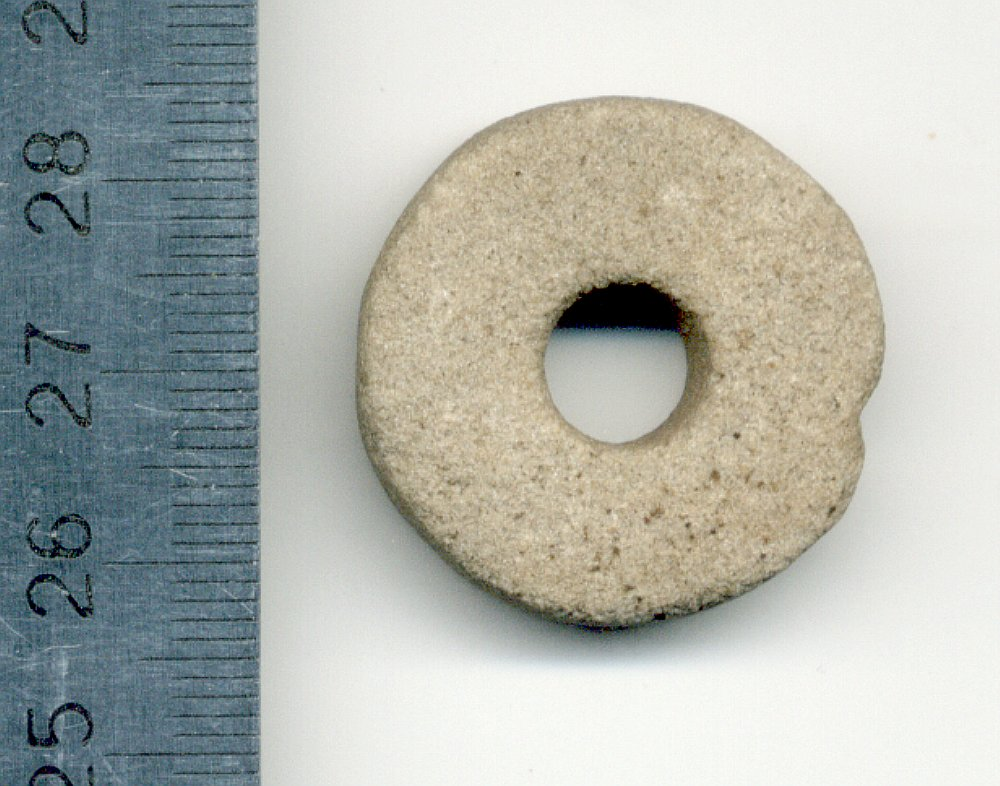
Fusaiola, Polônia, Século XII ou XIII
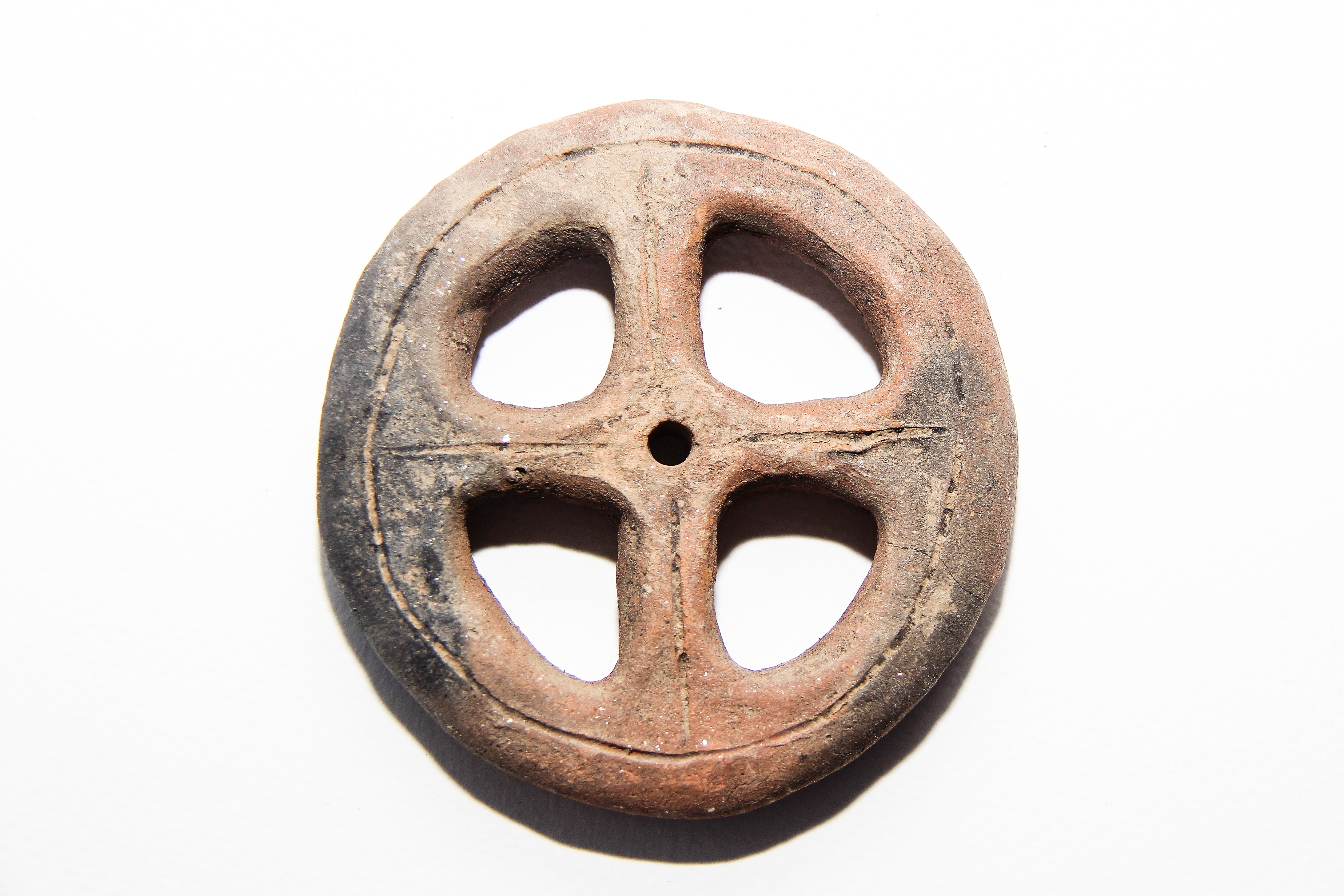
Fusaiola com raios em terracota (diâmetro 5,5cm), Holanda

África
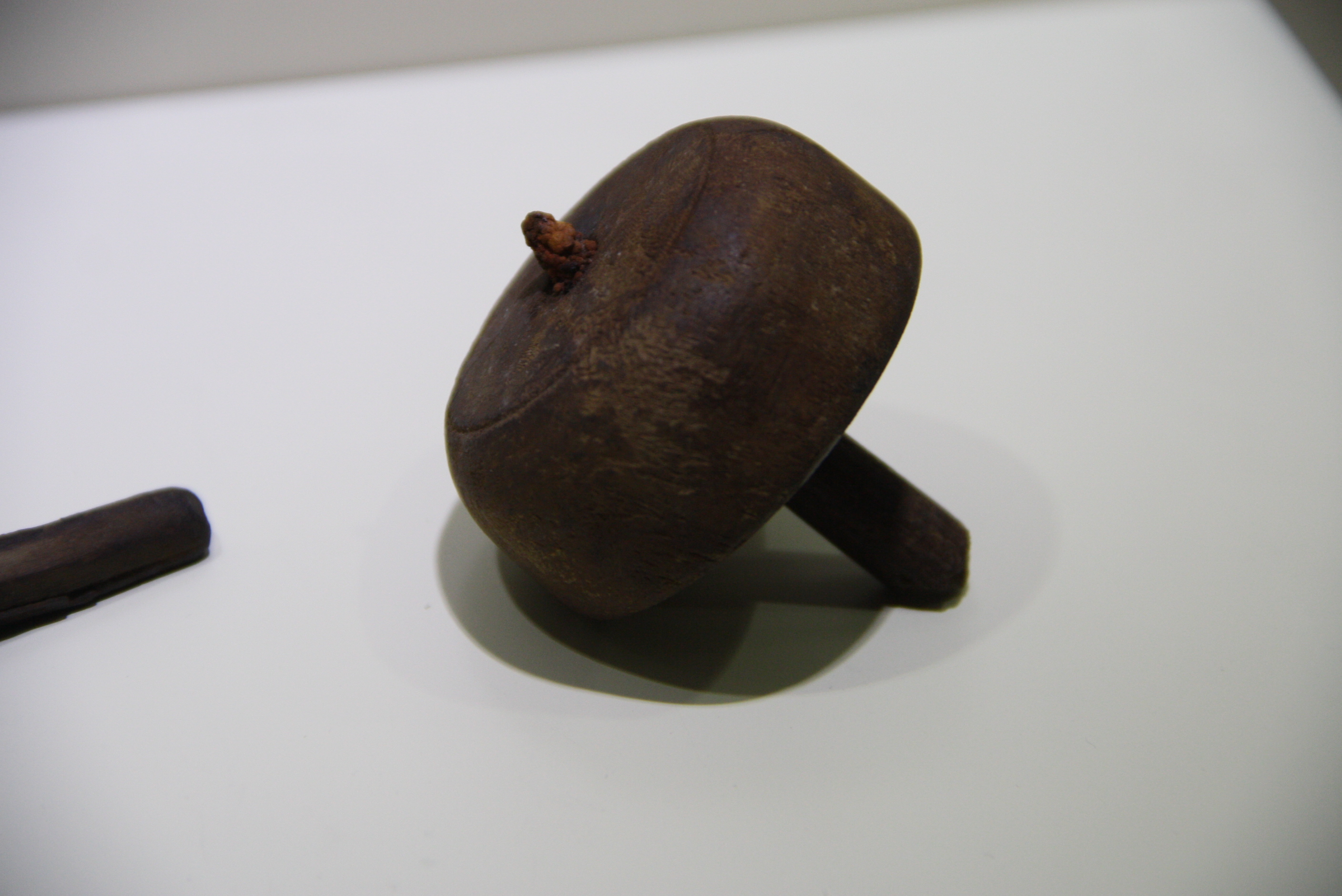
Fusaiola de Tebtunis (Egito), Século V-IV a.C. Museu Arqueológico de Milão
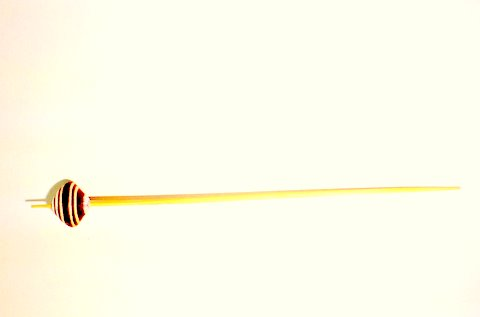
Verticilo no fuso, Mali
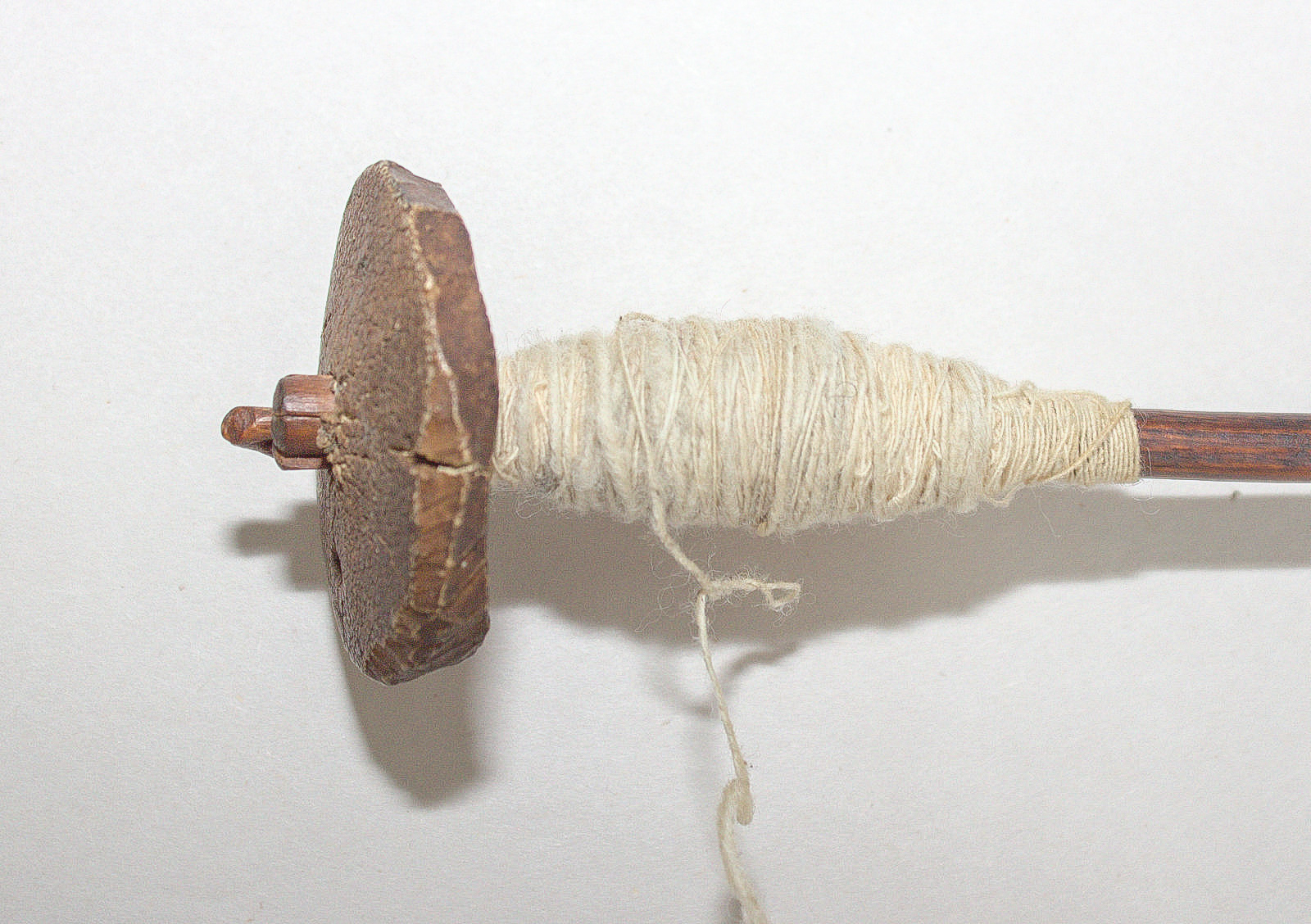
Fuso em madeira e fusaiola em osso

Américas
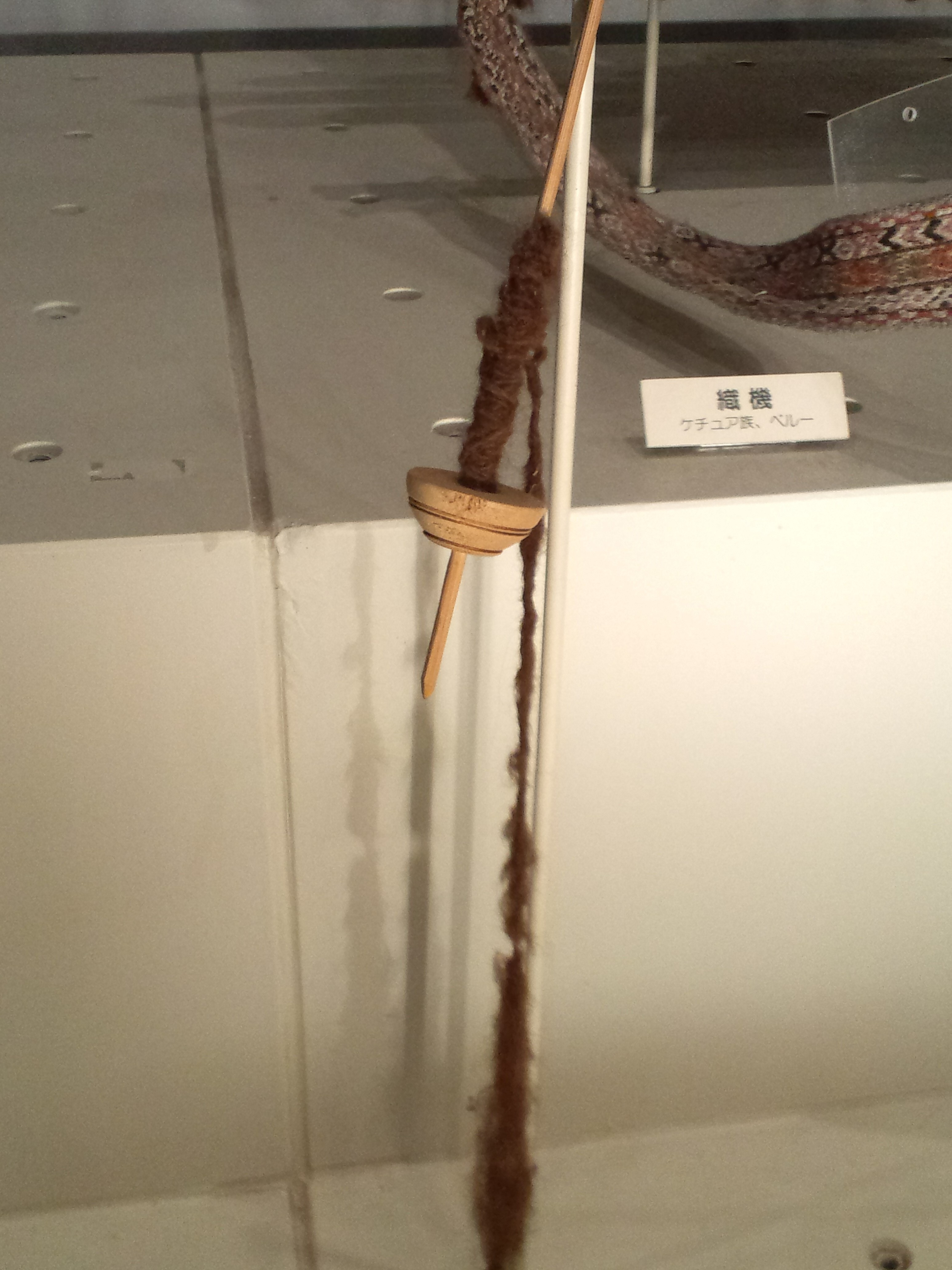
Verticilo quíchua, Peru
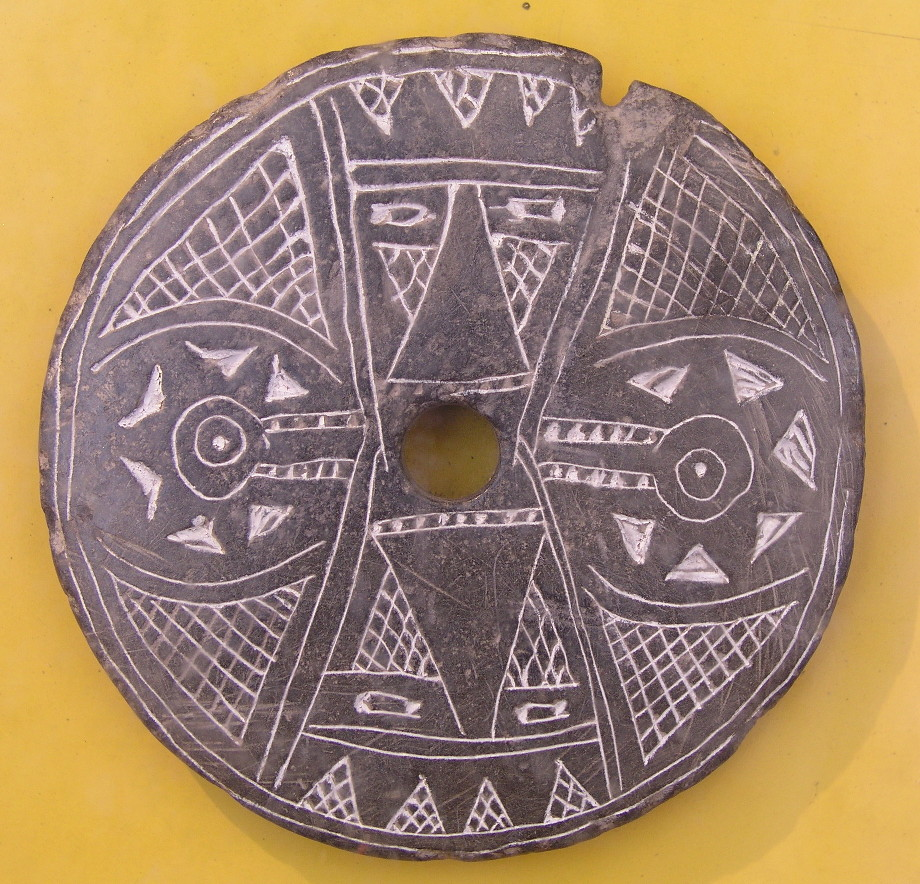
Fusaiola muísca (século V-XV). Museu Arqueológico, Sogamoso, Colômbia
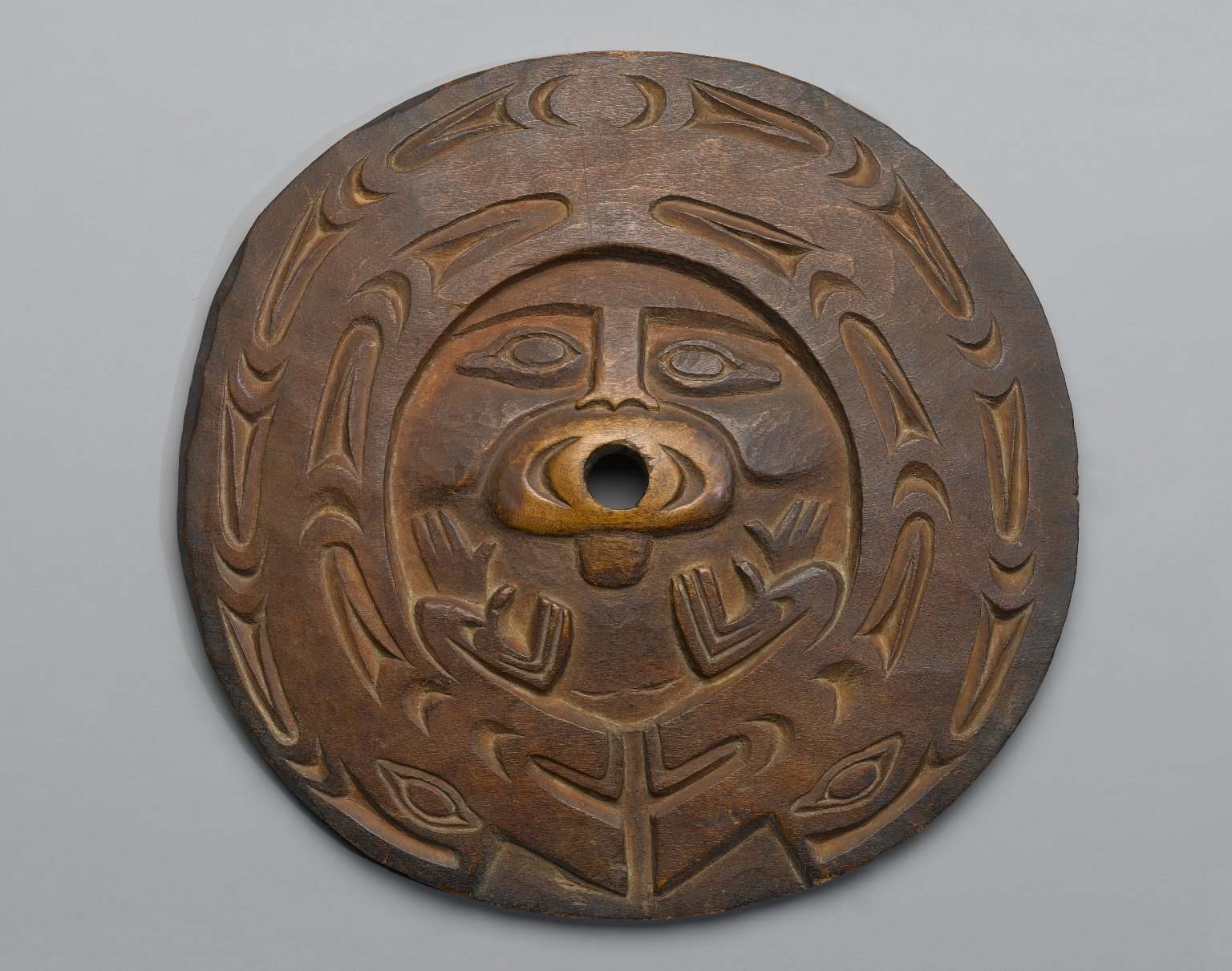
Fusaiola (Sulsultin), Chemainus, salish do litoral, século XIX. Museu do Brooklyn
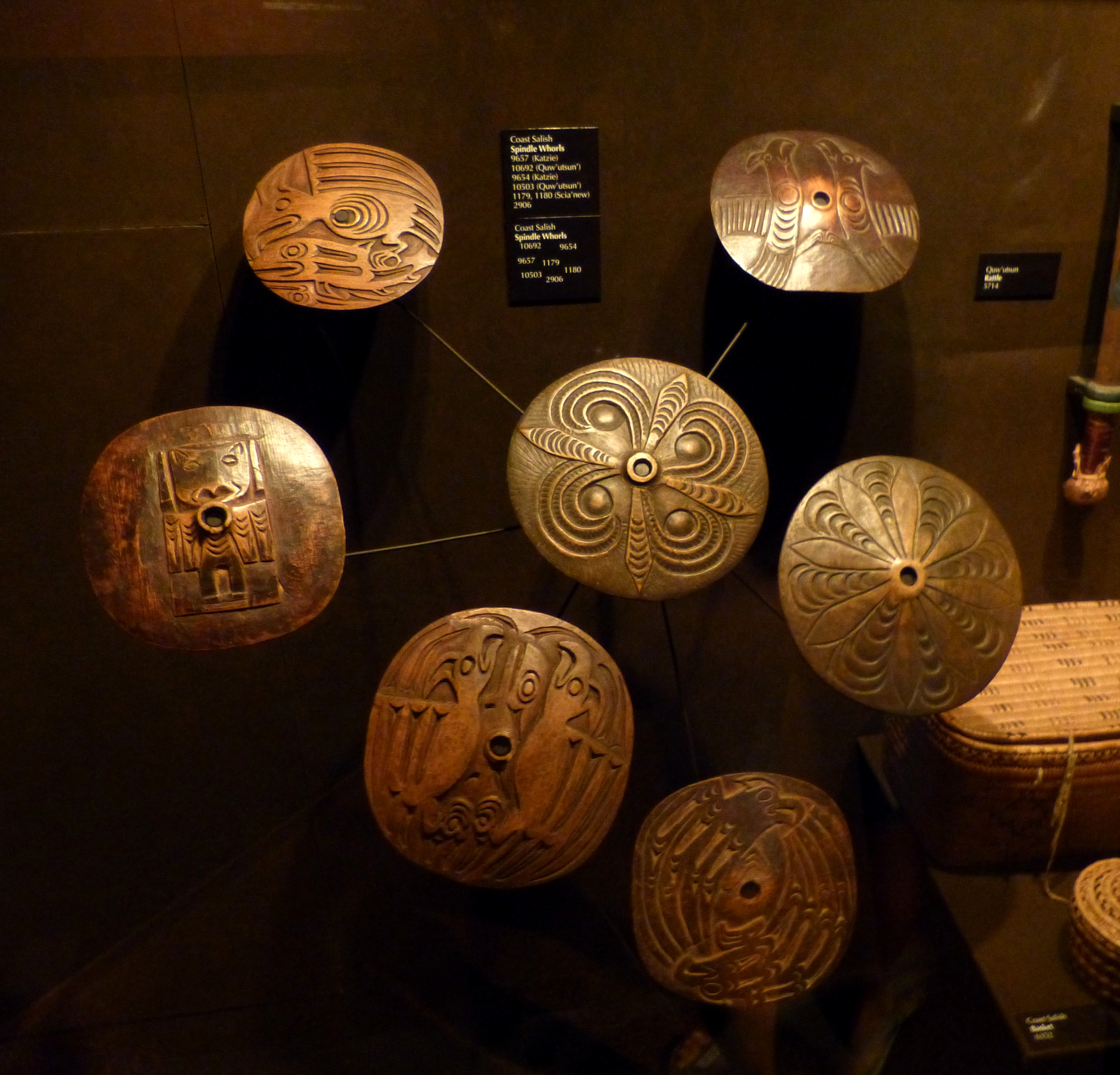
Fusaiolas, salish do litoral. Museu Real da Colúmbia Britânica

Ásia
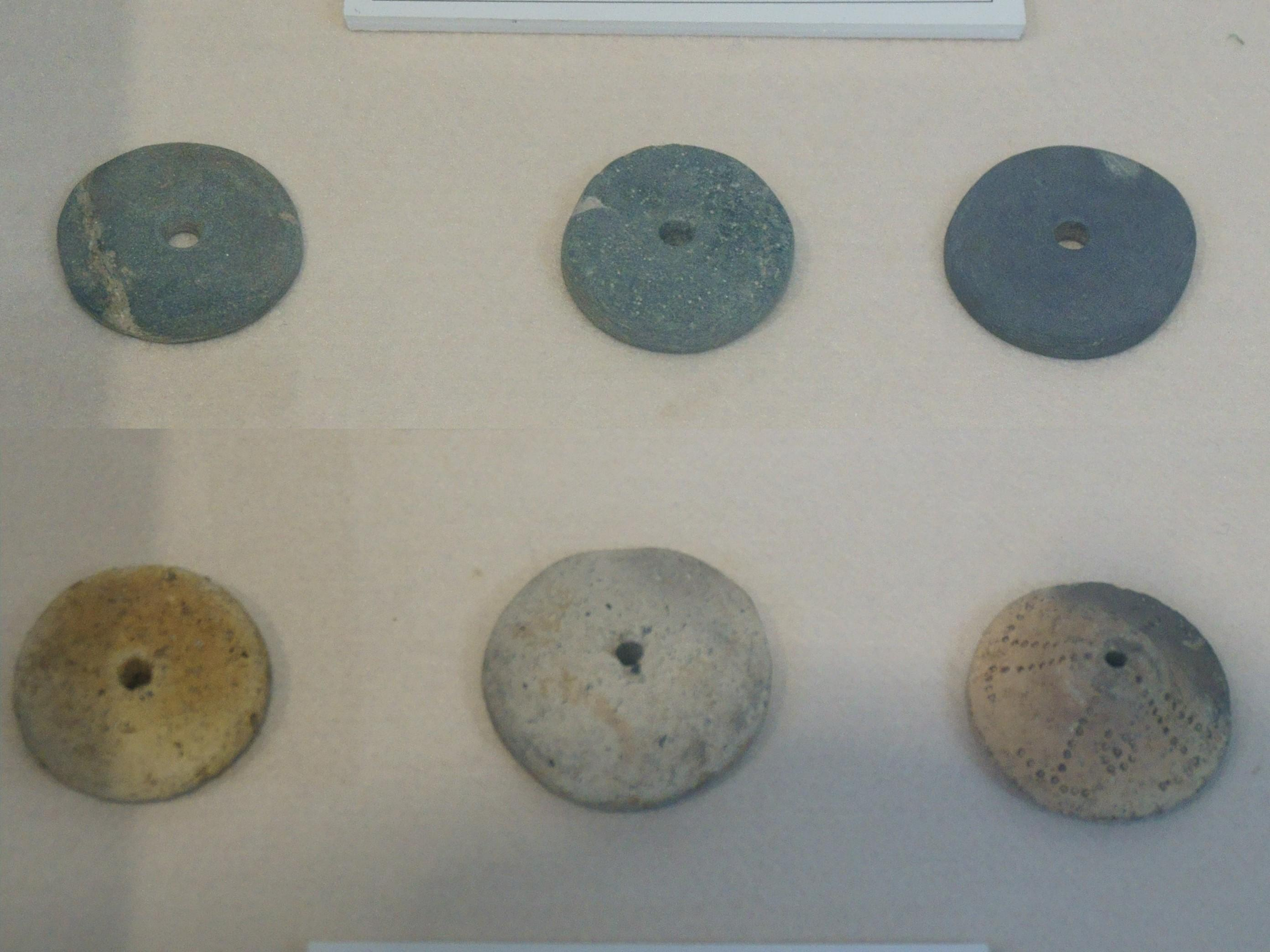
Fusaiolas em pedra (superior) e madeira (inferior), Yoshinogari, Saga, Japão